# 명정문 및 행각
창경궁 명정문 및 행각(昌慶宮 明政門 및 行閣)은 창경궁 외전 일곽을 형성하는 회랑과 정전인 명정전으로 출입하는 정문이다. 명정문은 정면 3칸, 측면 2칸, 단층 겹처마 팔작지붕으로 다포계 공포를 갖추었다. 이 문은 창경궁의 정문인 홍화문에서 옥천교를 지나 명정전으로 들어가는 문으로, 좌우에 행각을 거느리고 있다. 이들 행각은 장대석 기단 위에 조성되었으며, 행각의 기단은 명정문 기단보다 낮다.

## 역사
명정문은 수강궁을 확장하여 창경궁을 지은 1483년(성종 14년)~1484년(성종 15년)에 함께 완공되었다. 그러나 임진왜란 당시 다른 창경궁의 건물들과 함께 소실된다. 이후 1616년(광해군 8년)에 중건되었다.

## 구조
명정문은 홍화문과 같이 동향을 하였는데, 명정전으로 이어지는 동서 중심축 선상에 정확하게 놓이지 않고, 남쪽으로 약 1.2m 벗어나 있다. 문의 좌우에 연결된 동행각을 명정문에 맞추어 배치하였기 때문에 행각으로 둘러싸인 명정전 앞뜰은 반듯한 사각형이 아니라, 약간 기울어진 모습을 하고 있다. 행각은 2칸 폭의 복랑이며, 경복궁의 행랑에 비해 높이가 낮다.

## 참고자료
- 명정문 및 행각 - 국가유산청 국가유산포털

 본 문서에는 서울특별시에서 지식공유 프로젝트를 통해 퍼블릭 도메인으로 공개한 저작물을 기초로 작성된 내용이 포함되어 있습니다.